# Olof Ahnlund
Olof Ahnlund, född den 19 januari 1853 i Bollnäs, Gävleborgs län, död den 1 september 1933,var en svensk präst. Han var stamfar till släkten Ahnlund.
Ahnlund blev 1875 student vid Uppsala universitet, 1886 teologie kandidat och 1888 docent i dogmatik samt var 1888–1894 tillförordnad professor. Han utnämndes 1893 till kyrkoherde i Umeå landsförsamling och 1903 till kontraktsprost. Ahnlund var ordförande i Västerbottens läns landsting 1905–1909 och ledamot av kyrkomötet 1908, 1909, 1910 och 1915. Han författade bland annat Läran om nyfödelsen, bibliskt och dogmatiskt undersökt (i "Uppsala universitets årsskrift" 1889).